# Milichiella tristis
Milichiella tristis är en tvåvingeart som beskrevs av Lamb 1914. Milichiella tristis ingår i släktet Milichiella och familjen sprickflugor. Inga underarter finns listade i Catalogue of Life.